# Cratere Phemius
Phemius è un cratere sulla superficie di Teti.